# David Auradou
David Auradou (Harfleur, 13 novembre 1973) è un ex rugbista a 15 francese, seconda linea, ritiratosi nel 2009.

## Biografia
Nativo di Harfleur, in Normandia, Auradou ebbe le sue prime esperienze di rilievo a Cahors e successivamente a Graulhet, comuni della fascia pirenaica da sempre fucina del rugby XV francese.
Nel 1996 fu ingaggiato dai parigini dello Stade français; con il club in maglia rossoblu Auradou vanta tutti i suoi successi da professionista (5 titoli francesi e una Coppa nazionale); nel 1999 esordì in Nazionale, nel Cinque Nazioni, contro l'Inghilterra; prese parte successivamente ai Sei Nazioni dal 2001 al 2004, vincendo due edizioni, entrambe con il Grande Slam.
Fu selezionato, inoltre, per la Coppa del Mondo di rugby 1999 in Galles (secondo posto finale) e quella del 2003 in Australia (quarto posto).
L'ultimo incontro internazionale risale al 2004.
Nella stagione 2007-08 militò in Pro D2 (seconda divisione nazionale) nel Racing Métro 92, altra compagine parigina, per poi far ritornor ritorno allo Stade français nell'estate 2008; giunse fino alla finale di campionato contro il Perpignano, che si aggiudicò il titolo.
Dopo tale incontro annunciò il ritiro dall'attività agonistica.

## Palmarès
- Campionati francesi: 5
Stade français: 1997-98, 1999-2000, 2002-03, 2003-04, 2006-07
- Coppe di Francia: 1
Stade français: 1998-99